# Intertrigo
 (juin 2013).
 Mise en garde médicale
L'intertrigo (du latin intertrigo, formé de inter, entre et tero, frotter) ou dermatite intertrigineuse, est une dermatite (inflammation de la peau) touchant les deux faces de plis cutanés. L'inflammation de l'épiderme est ici favorisée par l'environnement constamment humide, moins aéré et rarement mis en lumière des plis de peau. Souvent l'inflammation est exacerbée par des lésions de friction ou de grattage qui sont des réponses à un prurit. L'intertrigo est fortement associée à l'obésité et a été associé au diabète sucré chez les personnes âgées. 
Selon une revue d'étude récente (2021) : chez les personnes âgées, « les zones cutanées inguinales, mammaires et fessières sont le plus souvent touchées par l'intertrigo. La peau intertrigineuse est souvent enflammée mais non érodée. Les principaux facteurs de risque sont le sexe féminin, l'incontinence urinaire, le diabète et un indice de masse corporelle (IMC) élevé ».

## Zones touchées
L'intertigo touche le plus souvent les surfaces inframammaires, axillaires, inguinales, interglutéales, périnéales, interdigitales, la commissure des lèvres, ou les plis de peau redondante chez les personnes obèses

## Classification
L'intertrigo et l'une des quatre pathologies relevant du terme générique de lésions cutanées liées à l'humidité (LCLH ou MASD pour moisture-associated skin damage) ; il peut être :
- non spécifique (eczéma, psoriasis, etc.) ;
- infectieux (colonisation bactérienne ou fongique).

## Exemples
L'intertrigo inguinal, appelé couramment « eczéma marginé de Hébra », démange énormément entre les plis des jambes.

## Soins
Il y a un consensus médical qui est que « l'investissement dans le développement et l'adoption de protocoles clairs de soins de la peau et de gestion des plis cutanés peut conduire à des améliorations de l'expérience du patient et à de meilleurs résultats cliniques ».

## Intertigo et risque de cancer?
Il semble que - très rarement - l'intertigo puisse favoriser l'apparition d'un carcinome basocellulaire génital ou survenant au niveau de l'aine (cancer qui est une entité rare déjà associé à une mauvaise hygiène, une irritation cutanée locale chronique ou un antécédent de radiothérapie